# Локоть (Цілинний район)
Ло́коть (рос. Локоть) — село у складі Цілинного району Алтайського краю, Росія. Входить до складу Степно-Чумиської сільської ради.

## Населення
Населення — 122 особи (2010; 173 у 2002).
Національний склад (станом на 2002 рік):
- росіяни — 94 %